# Барнсвил (Мериленд)
Барнсвил (енгл. Barnesville) град је у америчкој савезној држави Мериленд.

## Демографија
По попису из 2010. године број становника је 172, што је 11 (6,8%) становника више него 2000. године.
| Група             | 2000.       | 2010.       |
| Белци             | 155 (96,3%) | 155 (90,1%) |
| Афроамериканци    | 3 (1,9%)    | 4 (2,3%)    |
| Азијати           | 0 (0,0%)    | 1 (0,6%)    |
| Хиспаноамериканци | 1 (0,6%)    | 2 (1,2%)    |
| Укупно            | 161         | 172         |